# Forêt de Ferrières
La forêt de Ferrières est un massif forestier de 2 889 hectares de forêt régionale, situé en Seine-et-Marne.
Elle se trouve à une trentaine de kilomètres à l'est de Paris. La forêt s'étend sur neuf communes de Seine-et-Marne. Son nom rappelle les nombreuses forges de fer qui y existaient au Moyen Âge.

## Géographie physique
La forêt de Ferrières est située sur le rebord nord-ouest du plateau de la Brie. C'est une forêt humide au relief peu marqué, avec des points hauts à 143 mètres et des points bas à 109 mètres. De manière générale l'altitude est plus élevée au nord-est et s'abaisse vers le sud et l'ouest.
Elle constitue la partie occidentale de l'ancien massif couvrant la Brie occidentale comprenant les forêts d'Armainvilliers, de Crécy, Notre-Dame, Malvoisine, etc. Elle se situe entre le bois Saint-Martin à l'ouest, la forêt d'Armainvilliers au sud et la forêt de Crécy à l'est. 
Les forêts de Ferrières et d'Armainvilliers constituent le même massif forestier et partagent une longue limite commune d'ouest en est. Elles forment le plus vaste espace boisé de l'est parisien, partie de la ceinture verte d'Île-de-France.
La forêt se situe sur la ligne de partage des eaux entre les affluents de la Marne au nord et de la Seine au sud.

## Géographie administrative
La forêt de Ferrières s'étend sur dix communes de Seine-et-Marne :
- Roissy-en-Brie ;
- Pontcarré ;
- Ferrières-en-Brie ;
- Villeneuve-Saint-Denis ;
- Jossigny
- Bussy-Saint-Georges
- Croissy-Beaubourg
- Favières
- Collégien

## Géologie
La forêt de Ferrières repose sur le plateau calcaire briard, au sol peu perméable.

## Histoire
Jadis propriété de communautés religieuses, puis de la puissante famille de Rothschild, elle appartient aujourd’hui à la région Île-de-France.
En 1829, James de Rothschild fait l'acquisition du massif forestier. La famille va ensuite structurer et modeler le domaine au cours du XIXe siècle. En 1973, la région Île-de-France rachète la forêt de Ferrières à la famille de Rothschild.
Alors que Paris fêtait sa libération, des Allemands en retraite capturèrent le 25 août 1944 onze résistants appartenant au réseau de Tournan-en-Brie, qui étaient réunis dans la maison d'un garde dans la forêt de Ferrières. Ils furent emmenés immédiatement près de Villeneuve-Saint-Denis et fusillés en bordure de la RD 21. A l'emplacement du massacre, un monument, payé par souscription, a été inauguré le 10 novembre 1945.

## Faune et flore

### Flore

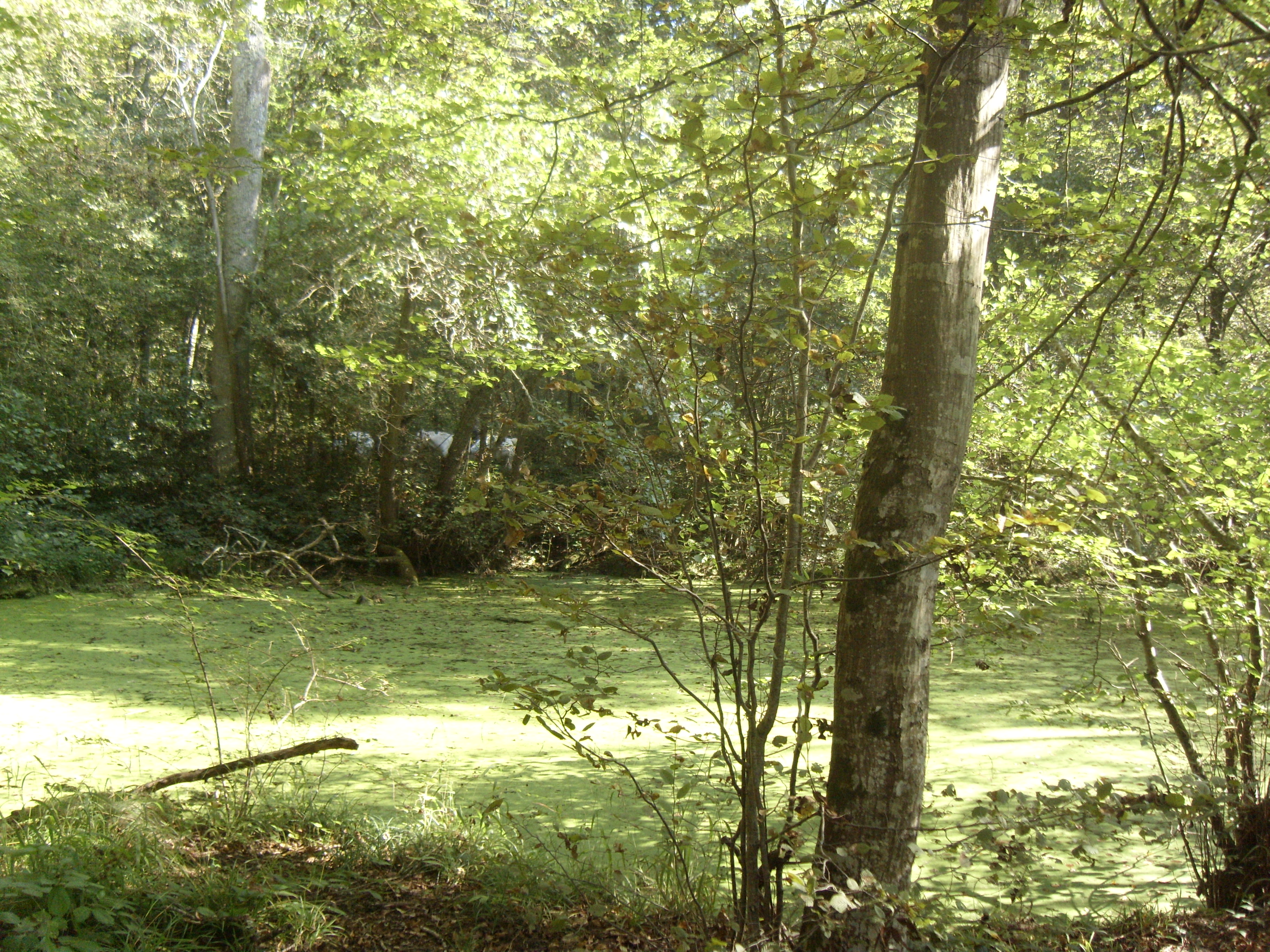
Une mare en forêt de Ferrières.

La forêt de Ferrières est aujourd’hui dominé par les feuillus comme les chênes (rouvre et pédonculé) et les frênes mais on retrouve également le tilleul, l'érable, le merisier, l'alisier, etc. La forêt est un haut lieu pour la cueillette des champignons, en particulier les bolets. La forêt bénéficie d'une technique sylvicole de régénération respectant les classes d'âge, permettant de maintenir un équilibre entre arbres jeunes et âgés. La forêt a souffert de la tempête de décembre 1999.
La forêt abrite des milieux humides avec la présence de plusieurs mares.

### Faune
La forêt de Ferrières possède une grande richesse faunistique, avec la présence du chevreuil, du cerf Sika (introduit par la famille de Rothschild), du sanglier, du lapin et du renard en grand nombre.
La forêt accueille de nombreuses espèces d'oiseaux, 95 ont été répertoriées comme le pipit des arbres, la locustelle tachetée, le martin-pêcheur d'Europe, le pic noir ou encore le faucon hobereau.
Les insectes sont très présents, avec par exemple 24 espèces de libellules, 32 espèces de papillons, 300 espèces de coléoptères et de nombreux culicidés.

### La chasse
Il existe des contrats de service signés entre l'Agence des espaces verts d’Île-de-France et les fédérations de chasse d’Île-de-France. Ce partenariat permet, entre autres, de contrôler le cheptel de gros gibiers dans les massifs régionaux.
Les accotements sont régulièrement élagués afin de préserver la faune entomologique et de mieux sécuriser les lignes de tirs lors des chasses.

## Chemins et routes

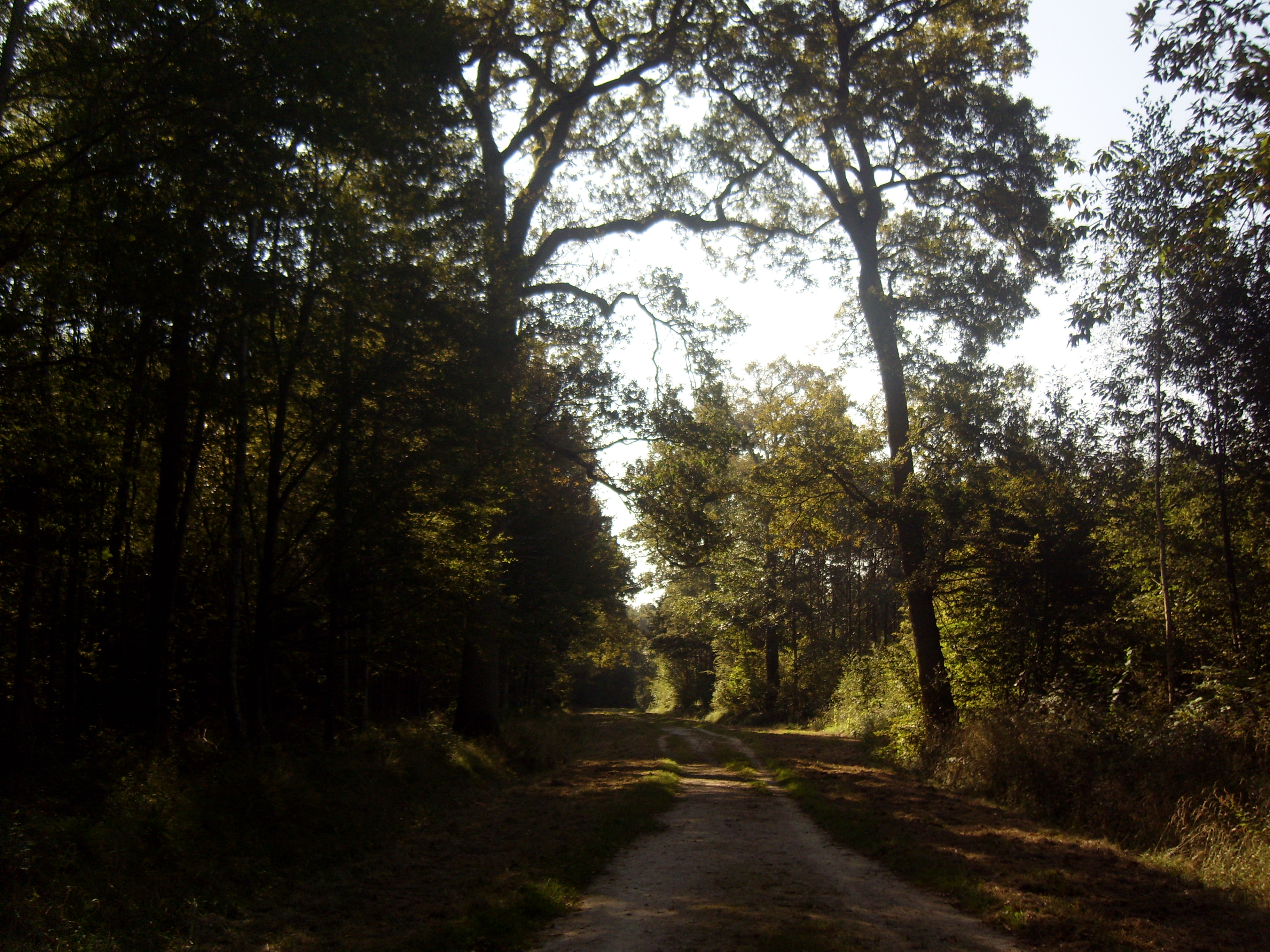
La route du Chêne en forêt de Ferrières.

À l'instar de la plupart des autres forêts de la Brie, la forêt de Ferrières est découpée de manière géométrique par de nombreux chemins (allée du Long Boyau, route des Princes, etc.).

## Gestion forestière
Le gestionnaire de la forêt régionale de Ferrières est l'Agence des espaces verts de la région d'Île-de-France.
Une étroite liaison forestière a été créée entre les forêts de Ferrières et de Crécy, située au sud de Villeneuve-Saint-Denis avec notamment un pont destiné au passage de la faune, franchissant la LGV Interconnexion Est.

## Gestion administrative
Les massifs forestiers franciliens sont soumis à d'intenses pressions foncières et urbaines, c'est le cas pour la forêt de Ferrières située au contact de l'agglomération parisienne. L'acquisition du massif forestier par la région a été motivée par le souci de protéger le massif de l'urbanisation tout en ouvrant cet espace naturel au public.
Les forêts d'Armainvilliers et de Ferrières sont classées zone naturelle d'intérêt écologique, faunistique et floristique.

## Aménagement
La forêt régionale bénéficie de plusieurs parkings et aires de pique-nique.
La forêt de Ferrières est traversée par le GR 14.

## Lieux remarquables
Un chêne remarquable se trouve en bordure de la RD 21 près du carrefour des Buronnières.

## Sociologie
La forêt de Ferrières, située en bordure de l'agglomération parisienne, est très fréquentée. C'est un lieu apprécié des habitants des communes du secteur pour la détente et le sport (marche et cyclisme).
La forêt est un lieu de prostitution. 

## Le parc et le château de Ferrières
Situé au cœur de la forêt régionale sans en faire partie, se trouve entre Pontcarré et Ferrières-en-Brie l'immense parc à l'anglaise de Ferrières, réputé pour être l'un des plus beaux de France. On y trouve notamment un parc botanique.
Le château de Ferrières se situe au nord de la propriété, ses grilles d'honneur ouvrent sur une longue perspective en direction du Génitoy. Élevé de 1855 à 1859, le château est un vaste quadrilatère de 65 mètres de côté, haut de deux étages, surélevé sur un soubassement à usage de vestiaires et de services, et flanqué aux angles de tours carrées. Le style est celui de la Renaissance italienne.